# Прусак
Пруса́к, прус або сас (Blattella) — рід комах з родини Blattellidae підряду Таргани (Blattoptera) ряду Тарганоподібні (Blattodea).

## Видовий склад
Рід включає 13 видів, у тому числі 1 вимерлий:
- рід Blattella

види:
- - Blattella asahinai
  - Blattella beybienkoi
  - Blattella bisignata
  - Blattella confusa
  - Blattella formosana
  - Blattella germanica
  - Blattella karnyi
  - Blattella lituricollis
  - Blattella nipponica
  - Blattella sauteri
  - Blattella singularis
  - Blattella vaga
  - †Blattella lengleti

Один з найвідоміших видів — прусак рудий (Blattella germanica).

## Морфологія
Довжина тіла зазвичай 10—13 міліметрів. Забарвлення бурувато-руде з двома темними смужками на передньоспинці.